# Barbara Schettová
Barbara Schettová, nepřechýleně Barbara Schett (* 10. března 1976 Innsbruck) je bývalá rakouská tenistka, která zahájila svou profesionální kariéru v roce 1992 a ukončila ji na Australian Open 2005. Během aktivního hraní odehrála 48 zápasů za národní tým ve Fed Cupu, z toho 30 vítězných. Rovněž se zúčastnila Letních olympijských her v Sydney, kde ve dvouhře i ve čtyřhře postoupila do čtvrtfinále.

## Zajímavosti
Narodila v Innsbrucku Johannesovi a Elisabeth Schettovým, kteří oba pracovali v bankovnictví. Má staršího bratra George Schetta, jenž je lékař. V šestnácti letech se stala profesionální tenisovou hráčkou. Během kariéry vyhrála celkem 13 titulů WTA, z toho 3 ve dvouhře a 10 ve čtyřhře. V roce 1999 dosáhla až na účast v Turnaji mistryň (pro nejlepších 8 hráček sezóny), stejně jako v Grand Slam Cupu (pro 16 nejlepších na turnajích Grand Slamu) a časopis TENNIS jí toho roku udělil cenu pro tenistku s nejrychlejším postupem na žebříčku.
Vdala se za bývalého australského tenistu, deblového specialistu Joshuu Eaglea. 28. dubna 2009 porodila syna Noaha.
Za motto si zvolila: Žij každý den tak, jako by byl Tvým posledním. Barbara zachovávala jeden rituál, pokud na turnaji vyhrála první zápas, pak v dalších dnech používala vždy stejnou sprchu. Od roku 2009 spolumoderuje velké tenisové turnaje s bývalou světovou jedničkou Švédem Matsem Wilanderem na televizní stanici Eurosport.

## Profesionální kariéra
1991 – Zúčastnila se prvního turnaje ITF v Kitzbühelu (AUT), kde obdržela od pořadatelů „divokou kartu“.
1992 – Vyhrála svůj první titul ve dvouhře na okruhu ITF v Zaragoze (ESP).
1993 – Poprvé se dostává mezi nejlepších 200 hráček žebříčku WTA (TOP 200). Zahrála si čtvrtfinále v Kitzbühelu a Montpellier (FRA) poté, co do hlavní soutěže na obou turnajích postoupila z kvalifikace.
1994 – Nastoupila k zápasům na prvním Grand slamu (na Australian Open vypadla v kvalifikaci, na French Open postoupila do hlavní soutěže). Zahrála si semifinále v Linzi (AUT), čtvrtfinále v Tokiu (JPN) a Praze (CZE). Na žebříčku WTA postoupila do první stovky (TOP 100), když 4. dubna byla klasifikována na 99. místě.
1995 – Nastoupila k premiérové účasti za národní tým ve Fed Cupu proti USA. Byla v semifinále v Palermu (ITA) a čtvrtfinále si zahrála v Praze.
1996 – Poprvé se v žebříčku WTA posunula mezi padesát nejlepších hráček (TOP 50) na 38. místo. Vyhrála svůj první turnaj WTA v Palermu, kde triumfovala jak ve dvouhře, tak i ve čtyřhře (spolu s Husárovou). Vybojovala poprvé semifinále turnaje kategorie Tier I v Moskvě (RUS), dostala se do čtvrtfinále na Amelia Island (USA) a konečně dokázala zvítězit v zápase 1. kola na jednom z Grand slamu, konkrétně na Australian Open v Melbourne (AUS).
1997 – Zvítězila na druhém turnaji okruhu WTA Maria Lankowitz (RAK) a dosáhla potřetí v řadě semifinálové účasti v Palermu, čtvrtfinále si zahrála ještě v Hamburku (GER).
1998 – Dosáhla na dvě finálové účasti v řadě, nejdříve v Palermu a poté v Bostonu (USA), semifinálová klání si připsala v Hamburku a Madridu (ESP) a do čtvrtfinále se probojovala v Hobartu (AUS), Maria Lankowitzová a Zürichu (SUI). Na turnaji v Hamburku navíc vyhrála titul ve čtyřhře (spolu se Schnyderovou).
1999 – Nejlepší rok kariéry. Poprvé skončila na konci roku mezi deseti nejlepšími tenistkami (TOP 10), na prémiích vydělala nejvíce peněz (725.865 $) a za sezónu zvítězila ve 47 dvouhrách, což znamenalo z hlediska absolutního počtu výher 4. místo mezi hráčkami. Zahrála si poprvé finále turnaje kategorie Tier I v Moskvě, semifinále v Sydney (AUS), Aucklandu (NZL) a Hamburku a vytvořila si nejlepší osobní výkon v Grand slamu, když se na US Open probojovala do čtvrtfinále. 13. září byla klasifikována na 7. místě žebříčku, což znamenalo její nejlepší postavení vůbec. Na konci sezóny se zúčastnila Turnaje mistryň pro 8 nejlepších hráček světa.
2000 – Dokázala vyhrát třetí turnaj kariéry v Klagenfurtu (AUT), připsala si semifinále v Curychu, kde porazila dvě hráčky první světové dvacítky. Tento výkon, kdy na jediném turnaji vyřadila dvě hráčky TOP 20 zopakovala ještě třikrát. Dále byla šestkrát ve čtvrtfinále, ale pro zranění musela vzdát několik turnajů. V únoru se odhlásila z Paříže a Hannoveru (GER) kvůli zranění břišních svalů, posléze odstoupila v Hamburku a musela se odhlásit i na květnovém turnaji ve Štrasburku (FRA) pro zánět čelních dutin. Vše završilo odhlášení se z turnaje v Linci (AUT), kdy ji postihl zánět palce na pravé noze.
2001 – Probojovala se do semifinále v Dauhá (KAT) a čtvrtfinále ve Vídni (AUT) i Moskvě (RUS). Na French Open si připsala cenné vítězství nad světovou dvojkou Venus Williamsovou. Ve čtyřhře pak vyhrála turnaj v Sydney (spolu s Kurnikovou), po kterém se 15. ledna dostala na žebříčku WTA pro čtyřhru až na 8. místo, což bylo její nejvyšší postavení.
2002 – V tomto roce si zahrála pětkrát ve čtvrtfinále a dokázala zvítězit ve čtyřhře na turnaji v Hamburku (spolu s Hingisovou).
2003 – Semifinálovou účast zaznamenala v Madridu, čtvrtfinále si zahrála na Gold Coast (AUS) a titul ze čtyřhry si přivezla z Paříže (Indoors, spolu se Schnyder).
2004 – Čtvrtfinalistka z Estorilu (POR) a Hertogenbosche (NED). Úspěšnější byla ve čtyřhře, kdy zvítězila na turnajích v Paříži (Indoors, spolu se Schnyder), Budapešti (HUN) (spolu s Mandula) a Stockholmu (SWE) (spolu s Molik) – v její jubilejní desáté a zároveň poslední výhře na turnaji ve čtyřhře. Zahrála si také Fed Cup, kde Rakousko ve čtvrtfinále porazilo USA 4–1. V tomto střetnutí porazila Martinu Navrátilovou, pro niž to byla vůbec první porážka ve Fed Cupu po více než 40 vítězstvích ve dvouhře i čtyřhře od roku 1975. V říjnu pak oznámila svůj záměr ukončit profesionální kariéru na blížícím se Australian Open.
2005 – Australian Open byl pro ni posledním turnajem profesionální kariéry, na kterém zaznamenala svou poslední výhru nad Welfordovou, která nastoupila na „divokou kartu“. Ve druhém kole již nestačila na Danielu Hantuchovou (26. nasazenou) a prohrála s ní 6–4 6–0.

## Vítězství na okruhu WTA

### Dvouhra (3 WTA, 1 ITF)
| Legenda (Dvouhra)      |
| Grand Slam (0)         |
| Tour Championships (0) |
| Kategorie Tier I (0)   |
| Kategorie Tier II (0)  |
| Kategorie Tier III (1) |
| Kategorie Tier IV (2)  |
| ITF Okruh (1)          |

| Číslo | Datum              | Turnaj                  | Povrch | Soupeřka ve finále     | Výsledek      |
| 1.    | 22. březen, 1992   | Zaragoza, ESP           | Antuka | Eva Jimenezová Sanzová | 6–4, 6–4      |
| 2.    | 21. červenec, 1996 | Palermo, ITA            | Antuka | Sabine Hacková         | 6–3, 6–3      |
| 3.    | 3. srpen, 1997     | Maria Lankowitzová, AUT | Antuka | Henrieta Nagyová       | 3–6, 6–2, 6–3 |
| 4.    | 16. červenec, 2000 | Klagenfurt, AUT         | Antuka | Patty Schnyderová      | 5–7, 6–4, 6–4 |

#### Finálové účasti ve dvouhře (3)
- 19. červenec, 1998: Palermo (vítězka Patty Schnyderová 6–1, 5–7, 6–2)
- 16. srpen, 1998: Boston (vítězka Mariaan de Swardtová 3–6, 7–6, 7–5)
- 24. říjen, 1999: Moskva (vítězka Nathalie Tauziatová 2–6, 6–4, 6–1)

### Čtyřhra (10 WTA)
| Legenda (Čtyřhra)         |
| Grand Slam (0)            |
| Tour Championships (0)    |
| Kategorie Tier I (0)      |
| Kategorie Tier II (5)     |
| Kategorie Tier III (0)    |
| Kategorie Tier IV & V (5) |
| ITF okruh (0)             |

| Číslo | Datum              | Turnaj         | Povrch  | Partnerka         | Soupeřky ve finále                              | Výsledek      |
| 1.    | 21. červenec, 1996 | Palermo, ITA   | Antuka  | Janette Husárová  | Florencia Labatová Barbara Rittnerová           | 6–1, 6–2      |
| 2.    | 20. červenec, 1997 | Palermo, ITA   | Antuka  | Silvia Farinaová  | Florencia Labatová Mercedes Pazová              | 2–6, 6–1, 6–4 |
| 3.    | 3. květen, 1998    | Hamburg, SRN   | Antuka  | Patty Schnyderová | Martina Hingisová Jana Novotná                  | 7–6, 3–6, 6–3 |
| 4.    | 10. leden, 1999    | Auckland, NZ   | Tvrdý   | Silvia Farinaová  | Seda Noorlanderová Marlene Weingartnerová       | 6–2, 7–6      |
| 5.    | 14. leden, 2001    | Sydney, AUS    | Tvrdý   | Anna Kurnikovová  | Lisa Raymondová Rennae Stubbsová                | 6–2, 7–5      |
| 6.    | 5. květen, 2002    | Hamburg, SRN   | Antuka  | Martina Hingisová | Daniela Hantuchová Arantxa Sánchezová Vicariová | 6–1, 6–1      |
| 7.    | 9. únor, 2003      | Paříž, FRA     | Koberec | Patty Schnyderová | Marion Bartoliová Stéphanie Cohenová-Alorová    | 2–6, 6–2, 7–6 |
| 8.    | 15. únor, 2004     | Paříž, FRA     | Koberec | Patty Schnyderová | Silvia Farina Elia Francesca Schiavoneová       | 6–3, 6–2      |
| 9.    | 2. květen, 2004    | Budapešť, HUN  | Antuka  | Petra Mandulaová  | Virág Némethová Ágnes Szávayová                 | 6–3, 6–2      |
| 10.   | 8. srpen, 2004     | Stockholm, SWE | Tvrdý   | Alicia Moliková   | Emmanuelle Gagliardiová Anna-Lena Grönefeldová  | 6–3, 6–3      |

## Účast na Grand slamu (dvouhra)
| Turnaj          | 2005 | 2004 | 2003 | 2002 | 2001 | 2000 | 1999 | 1998 | 1997 | 1996 | 1995 | 1994 |
| --------------- | ---- | ---- | ---- | ---- | ---- | ---- | ---- | ---- | ---- | ---- | ---- | ---- |
| Australian Open | 2k   | 2k   | 1k   | 3k   | 3k   | 4k   | 4k   | 4k   | 3k   | 4k   | 1k   | -    |
| French Open     | -    | 1k   | 3k   | 2k   | 4k   | 4k   | 3k   | 1k   | 1k   | 1k   | 1k   | 1k   |
| Wimbledon       | -    | 1k   | 2k   | 2k   | 3k   | 1k   | 4k   | 2k   | 2k   | 2k   | -    | 1k   |
| US Open         | -    | 1k   | 2k   | 2k   | 4k   | 2k   | QF   | 3k   | 2k   | 2k   | 1k   | 1k   |

## Postavení na žebříčku WTA/konec roku (dvouhra)
| 2004 | 2003 | 2002 | 2001 | 2000 | 1999 | 1998 | 1997 | 1996 | 1995 | 1994 | 1993 | 1992 | 1991 |
| ---- | ---- | ---- | ---- | ---- | ---- | ---- | ---- | ---- | ---- | ---- | ---- | ---- | ---- |
| 88.  | 79.  | 40.  | 21.  | 23.  | 8.   | 23.  | 38.  | 38.  | 83.  | 100. | 136. | 299. | 753. |